# 14 Hydrae
14 Hydrae, eller KX Hydrae, är en roterande variabel av Alfa2 Canum Venaticorum-typ (ACV) i Vattenormens stjärnbild.
14 Hydrae har visuell magnitud +5,31 och varierar i amplitud med 0,02 magnituder och en period av 6 dygn. Den befinner sig på ett avstånd av ungefär 450 ljusår.